# Novo Selo (Kočani)
Pour les articles homonymes, voir Novo Selo.
Novo Selo (en macédonien Ново Село) est un village de l'est de la Macédoine du Nord, situé dans la municipalité de Kotchani. Le village comptait 15 habitants en 2002.

## Démographie
Lors du recensement de 2002, le village comptait :
- Macédoniens : 15